# Nomad
Nomad (укр. Кочівник) — універсальний всюдихід української компанії Mad Nomad. Всюдихід-амфібія має підвищену прохідність і плавучість. Серійне виробництво розпочате поблизу Києва в 2020 році. 

## Історія
Компанія Mad Nomad була заснована колишніми бойовими українськими офіцерами, спортсменами-екстремалами та інженерами. Перший прототип був виготовлений у 2019 році.
Серійне виробництво моделі Nomad розпочалося у 2020 році.
Nomad був презентований військовим та широкій публіці на спеціалізованій виставці «Зброя та безпека-2021».

## Огляд
Всюдихід призначений для мандрівників, геологів, єгерів, рибалок, мисливців, прикордонників. Також Nomad можна привести до армійської версії, включно з кевларовим бронюванням.
Довжина всюдиходу — 3600 мм, ширина — 2530 мм, висота — 2570 мм. Максимальна швидкість на суходолі — до 50 км/год, на воді — до 7 км/год. Nomad здатен пересуватися на будь-якому типі ґрунту, а також по болоту та піску.
Nomad має вагу 2,2 тони та здатен тягти за собою техніку, вага якої в десятки разів перевищує його власну. У 2021 році на випробуваннях «Defense Express» Nomad потягнув одразу «БТР-3» (13 тон) та «Дозор-Б» (7,1 тони), загальна вага яких становила 20 тон. Також Nomad зміг взяти на себе функцію аеродромного тягача зрушивши з місця Boeing-737, вага якого становила близько 40 тон.
Всюдихід Nomad має низку особливостей, зокрема, значний крутний момент на колесах, який складає близько 10 000 нМ. Силу обертання колесам надає турбодизельний мотор Cummins 2,8 ISF, 310 Нм у поєднанні з механічною  6-ступеневою коробкою перемикань. Система підкачування коліс працює за допомогою двох автономних компресорів.
У Nomad повітря циркулює між всіма колесами. При наїзді на перешкоду одним колесом, повітря з нього перерозподіляється по іншим трьом. Всюдихід має посилений корпус з полімерного матеріалу, який витримує навантаження у декілька тон та кліматичний режим від + 90°C до -50°C. Для армійської версії, корпус виконується кевларовим бронюванням.
На Nomad застосовується кузов, виготовлений із композитного матеріалу на поліефірній основі. Також встановлена запатентована трансмісія — з центральним та колісними редукторами. В авто встановлена система клімат-контролю та система кругового огляду.